# Murunducaris
Murunducaris é um género de crustáceo da família Parastenocarididae.
Este género contém as seguintes espécies:
- Murunducaris juneae